# Bàn về tự do

Bìa cuốn sách Bàn về tự do, Nhà xuất bản Tri Thức, 2006

Bàn về tự do (nguyên gốc tiếng Anh: On Liberty) là một trong những tác phẩm triết học nổi tiếng nhất của John Stuart Mill, một nhà triết học thực chứng người Anh. Được xuất bản năm 1859, tác phẩm áp dụng hệ thống đạo đức của chủ nghĩa vị lợi của Mill cho xã hội và nhà nước. Mill đề xuất các tiêu chuẩn (standards) cho mối quan hệ giữa thẩm quyền và tự do (authority and liberty). Ông nhấn mạnh tầm quan trọng của tính cá nhân (individuality), mà ông coi là điều kiện tiên quyết cho những khoái lạc cao hơn - điều tốt đẹp cao nhất (summum bonum) của chủ nghĩa vị lợi. Hơn thế, Mill nhấn mạnh rằng các lý tưởng dân chủ có thể dẫn đến sự độc tài của đám đông (tyranny of the majority). Các tiêu chuẩn được đề xuất bởi cuốn sách bao gồm ba tự do căn bản của cá nhân, ba bác bỏ hợp lệ với sự can thiệp của chính quyền, và hai phương châm (maxim) về mối quan hệ giữa cá nhân và xã hội. 
Bàn về tự do đã gây tiếng vang rất lớn và nhận được nhiều sự ủng hộ. Một số người theo chủ nghĩa tự do đã chỉ trích cuốn sách do sự thiếu tiếp nối rõ ràng với Chủ nghĩa vị lợi và sự quá chung chung trong xác định phạm vi trong đó các cá nhân có thể chống lại những xâm phạm của chính phủ vào tự do hành động cá nhân của mình. Những ý tưởng được trình bày trong Bàn về tự do vẫn được coi là nền tảng quan trọng cho tư duy chính trị. Tác phẩm vẫn được in cho tới ngày nay. 
Cuộc hôn nhân của Mill với Harriet Taylor Mill có ảnh hưởng rất lớn tới các khái niệm trong Bàn về tự do. Cuốn sách được xuất bản một thời gian ngắn sau khi bà qua đời. 

## Cuốn sách nền tảng của tư duy lý luận và tư tưởng phương Tây
Được John Stuart Mill viết năm 1859, Bàn về tự do đã đề cập đến một trong những vấn đề được nhiều người quan tâm, đó là sự tự do cá nhân hay quyền của các cá nhân trong mối quan hệ của họ với cộng đồng và xã hội. Tuy tác giả không phải là triết gia đầu tiên trong lịch sử nêu lên ý tưởng về quyền tự do của con người nhưng ông là người đưa ra định nghĩa thuyết phục nhất cho quyền này.
Do vậy, Bàn về tự do mau chóng trở nên nổi tiếng ngay sau lần xuất bản đầu tiên. Và, trong suốt gần 150 năm qua, nó đã là "bài nhập môn", là cuốn sách gối đầu giường cho bất kỳ một người nào có quan tâm tới tư duy lý luận và tư tưởng phương Tây.

## Tóm tắt nội dung
Qua cuốn sách này, J.S. Mill đã đưa ra quan điểm về tự do dân sự (hay tự do xã hội) là ranh giới giữa sự kiểm soát xã hội và tự do cá nhân: Chỉ có phần cư xử của một ai đó liên quan đến những người khác mới phải vâng theo xã hội, còn anh ta hoàn toàn tự do trong việc tác động lên riêng cá nhân mình.
Theo Mill, một nhánh quan trọng của tự do dân sự là tự do tư tưởng và tự do thảo luận. ông đưa ra tiên đề rằng không ai hoàn toàn đúng và mọi ý kiến, tư tưởng đều chỉ đúng một phần. Do đó, những ý kiến và tư tưởng này chỉ có thông qua con đường thảo luận tự do mới có thể đi tới hoàn thiện. Và sự phản bác phải được chào đón, thậm chí còn nồng nhiệt hơn những luận điểm tán thành. Tác giả viết: "Bất cứ ý kiến nào, nếu chứa đựng chút ít chân lý mà ý kiến chúng bỏ qua, cũng đều đáng quý, dù có bị pha trộn với bao nhiêu sai sót lầm lẫn đi chăng nữa" và "Trong tình trạng không hoàn hảo của trí tuệ con người thì sự đa dạng ý kiến là sự phục vụ lợi ích của chân lý".
Vì lẽ những con người khác nhau cần những điều kiện khác nhau cho sự phát triển tinh thần của họ, nên con người cần sự tự do cá nhân để phát huy hết tiềm năng của mình. Sự tự do cá nhân được giới hạn trong phạm vi những việc chỉ tác động lên quyền lợi của chính cá nhân anh ta, còn những hành vi vượt ngoài ranh giới ấy phải bị chính quyền quản lý bằng pháp luật, xã hội gây sức ép bằng công luận.
Quyền lực của xã hội đối với sự tự do cá nhân chỉ dừng ở mức hướng dẫn, thuyết phục và tỏ ý không tán thành, chứ tuyệt nhiên không được tác động trực tiếp tới cá nhân con người.
Vậy làm cách nào để phân biệt hành vi nào hoàn toàn nằm trong khu vực lợi ích cá nhân, hành vi nào có liên quan tới những thành viên khác của xã hội? Về vấn đề này, J.S. Mill viết: "Mặc dù xã hội không được tạo dựng trên cơ sở khế ước, và mặc dù sự sáng chế ra khế ước để từ đó suy ra các nghĩa vụ cũng chẳng đáp ứng được mục đích tốt đẹp nào, nhưng bất cứ ai nhận được sự bảo trợ của xã hội cũng có bổn phận hoàn trả lợi ích trở lại, và bản thân sự kiện được sống trong xã hội cũng nói lên điều không thể thiếu được, rằng mỗi người phải bị ràng buộc tuân thủ theo một đường hướng cư xử đối với những người khác. Các cư xử ấy bao gồm, thứ nhất là, không làm hại đến quyền lợi của nhau; hay nói đúng hơn là những lợi ích nào đó vốn cần phải được coi là quyền dù là căn cứ vào những quy phạm pháp luật tường minh hay dựa trên sự hiểu biết ngầm; thứ hai là, mỗi người phải thực hiện bổn phận đóng góp (được xác định trên nguyên lý bình đẳng nào đó) lao động hay hy sinh để bảo vệ xã hội và các thành viên của nó khỏi bị xâm hại và quấy rối. Xã hội được biện minh cho việc ép buộc những điều kiện ấy bằng mọi giá đối với ai muốn từ chối không chịu thực hiện... Hành vi của một cá nhân có thể gây tổn thương cho những người khác hay thiếu cân nhắc đối với hạnh phúc của họ, những chưa đến mức vi phạm pháp quyền đầy đủ của họ. Khi đó người vi phạm bị trừng phạt đúng lẽ bởi dư luận, tuy không dùng đến luật pháp.".

## Bản tiếng Việt
Bàn về tự do là một trong những tác phẩm đầu tiên trong Tủ sách tinh hoa tri thức nhân loại của Nhà xuất bản Tri thức. Bản tiếng Việt do dịch giả Nguyễn Văn Trọng dịch và chú giải, xuất bản lần đầu năm 2006.